# Шольц, Йосип
Йо́сип Шольц (хорв. Josip Šolc, нем. Josip Scholz; 1898, Аграм, Австро-Венгрия — 1945, Белград, ФНРЮ) — югославский хорватский футболист, полузащитник. Участник Олимпиады 1920 года. Профессиональный военный, усташский генерал.

## Карьера

### Клубная
С 1917 по 1928 год выступал в составе загребской «Конкордии».

### В сборной
В составе главной национальной сборной Королевства СХС дебютировал 2 сентября 1920 года в «утешительном» матче против сборной Египта на Олимпиаде 1920 года, эту встречу его команда проиграла со счётом 2:4, а последний раз сыграл 28 октября 1923 года, выйдя на замену в проходившем в Загребе товарищеском матче со сборной Чехословакии, игра завершилась вничью 4:4.

## После карьеры
Йосип Шольц был профессиональным военным, во время Второй мировой войны служил в усташских войсках НГХ, дослужился до генерала, в 1945 году был взят в плен, осуждён и расстрелян в Белграде.